# Ernesto Corno
Ernesto Corno, detto Tino (Monza, 29 marzo 1924 – 24 settembre 2004), è stato un calciatore italiano, di ruolo portiere.

## Carriera
Debutta giovanissimo nel Monza, nel campionato di Serie C 1939-1940, e difende la porta dei brianzoli anche nelle due stagioni successive, una in Serie C e una in Prima Divisione. Nel 1942, posto in lista di trasferimento, viene acquistato dalla Biellese dove resta fino al 1946. Con i piemontesi disputa un campionato di Serie C (in alternanza con Alberto Barbieri), il campionato Alta Italia 1943-1944 (2 presenze) e, dopo la fine della guerra, il campionato di Serie B-C Alta Italia 1945-1946 nel quale scende in campo 13 volte.
Dopo una stagione in prestito allo Stella Alpina Ponzone in Serie C, la Biellese lo cede definitivamente alla Pro Sesto con cui torna a giocare in Serie B. Per una stagione è riserva dietro a Bruno Maurizi, mentre diventa titolare nel campionato 1948-1949, per un totale di 25 presenze.
Nel 1949 lascia la squadra e fa ritorno al Monza con cui disputa due campionati da titolare contribuendo alla promozione in Serie B nel 1951. Resta al Monza senza più giocare fino al 1954, come riserva di Anselmo Giorcelli e poi Roberto Lovati, e quindi chiude la carriera con il Cantù nel campionato di IV Serie 1954-1955.
Riposa al Cimitero Urbano di Monza.

## Palmarès
- Serie C: 1

Monza: 1950-1951